# Terrence Wilkins
Terrence Wilkins é um jogador profissional de futebol americano estadunidense que foi campeão da temporada de 2006 da National Football League jogando pelo Indianapolis Colts.